# Idioma zuñi
El idioma zuñi (autoglotónimo shiwi'ma) es la lengua nativa del pueblo zuñi (āshiwi), un grupo étnico originario del occidente de Nuevo México y el oriente de Arizona (Estados Unidos). Es hablado por alrededor de 9.500 personas, que se concentran especialmente en las inmediaciones de Zuni Pueblo (Nuevo México) y algunos sitios menores en el estado vecino de Arizona. En contraste con otros idiomas indígenas de los Estados Unidos, un importante número de los niños de la comunidad zuñi poseen competencia en la lengua nativa, lo que libera a esta lengua de una situación de grave peligro. Edmund Ladd reportaba que el zuñi era la principal lengua de comunicación y de uso doméstico en Zuni Pueblo (Newman 1996).

## Clasificación
El zuñi es considerado una lengua aislada, es decir, que carece de parentesco claro con otras lenguas. Algunos especialistas han intentado relacionarla con alguna familia lingüística, pero, en general, estas propuestas no gozan de amplia aceptación en el mundo académico. Las principales hipótesis proponen vínculos con la familia penutí, las lenguas tanoanas y la controvertida familia hokana. 
La hipótesis mejor argumentada es la de Newman (1964), que ubica al zuñi como una lengua penutia. Sin embargo, el mismo Newman señalaba que se requería mayor evidencia para sostener su hipótesis, entre otras cosas debido a los problemas metodológicos que condicionan la investigación con las lenguas penutíes (Goddard 1996). También Morris Swadesh incluía el zuñi en su clasificación penutioide , del mismo modo que Joseph Greenberg, aunque sus propuestas contenían argumentos que luego fueron juzgados de poco convincentes (Campbell 1997). Por otro lado, Edward Sapir incluía esta lengua como parte de la macrofamilia azteca-tanoana en su clasificación de 1929, sin evidencia que apoyara esta hipótesis. Las discusiones posteriores sobre la supuesta macrofamilia azteca-tanoana han excluido de modo sistemático el caso del idioma zuñi. 
Karl-Heinz Gursky publicó una hipótesis que pretendía mostrar una relación entre los idiomas zuñi y keres, la cual ha sido abandonada. Por su parte, J. P. Harrington escribió un artículo inédito con el título "Zuñi Discovered to be Hokan" (Campbell 1997).
El proyecto comparativo ASJP no muestra similitudes obvias de vocabulario entre el zuñi y ninguna otra lengua, aunque parece apuntar a una posible relación lejana con el chimariko, o incluso el salinero; sin embargo, dicha similitud podría deberse a razones accidentales y no es prueba en firme de parentesco.

## Contactos con otras lenguas
Dado que el zuñi forma parte del área de convergencia lingüística de los indios pueblo presenta varios rasgos característicos que son compartidos por el idioma hopi, las lenguas keresanas, las lenguas tanoanas y, en menor medida, con el idioma navajo —esta última lengua, de filiación na-dené, constituiría la periferia de dicha área de convergencia lingüística—. Las semejanzas entre estas lenguas de distintas filiaciones se debe seguramente a los contactos históricos entre sus respectivas comunidades lingüísticas. El desarrollo de las consonantes eyectivas en la lengua zuñi podría deberse a las relaciones entre los zuñi y los pueblos de habla keresana y tanoana, que poseen series completas de fonemas eyectivos. Por otra parte, algunas lenguas tanoanas poseen esquemas vocálicos del tipo i-e-a-o-u, cuyo origen parece encontrarse en el idioma zuñi. Otros rasgos característicos del área lingüística de los indios pueblo son la presencia de un vocabulario ritual, y la presencia de la consonante velar labializada /kw/ (Campbell 1997).

## Fonemas
Las dieciséis consonantes del zuñi, de acuerdo con el Alfabeto Fonético Internacional, son las siguientes.
|              | Bilabial | Dental/alveolar | Dental/alveolar | Postalveolar | Palatal | Velar  | Velar | Glotal |
| central      | Bilabial | lateral         | llana           | Postalveolar | Palatal | labial |       | Glotal |
| ------------ | -------- | --------------- | --------------- | ------------ | ------- | ------ | ----- | ------ |
| Oclusiva     | p        | t               |                 |              |         | k      | kʷ    | ʔ      |
| Africada     |          | ʦ               |                 | ʧ            |         |        |       |        |
| Fricativa    |          | s               | ɬ               | ʃ            |         |        |       | h      |
| Nasal        | m        | n               |                 |              |         |        |       |        |
| Approximante |          |                 | l               |              | j       |        | w     |        |
Las vocales del zuñi son las siguientes
|         | Anterior | Posterior |
| ------- | -------- | --------- |
| Cerrada | i        | u         |
| Media   | e        | o         |
| Abierta | a        | a         |